# Traité des Taureaux de Guisando

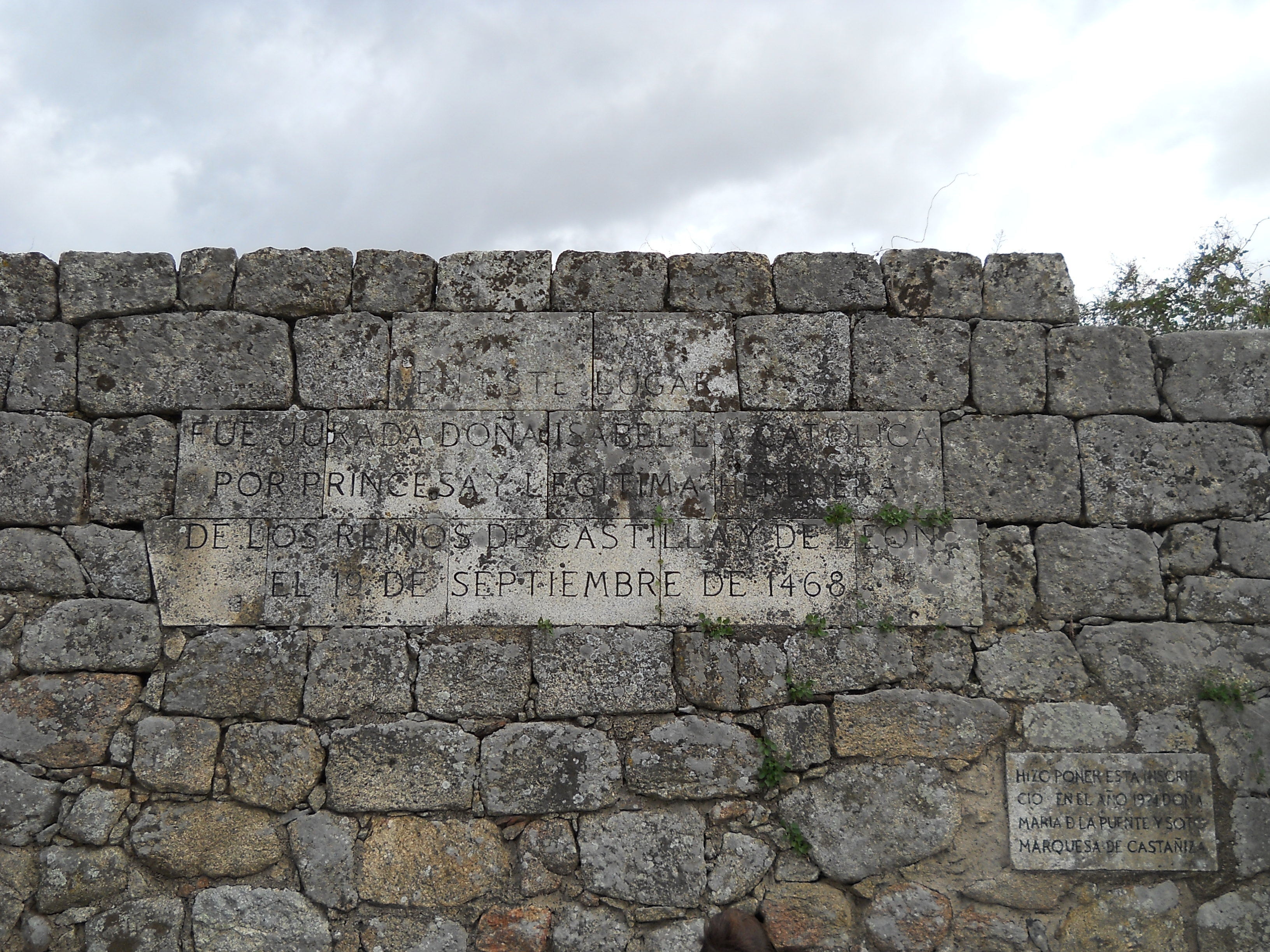
Inscription qui rappelle le traité

Le traité des Taureaux de Guisando (Tratado de los Toros de Guisando) est un accord conclu le 18 septembre 1468 entre le roi de Castille Henri IV et sa demi-sœur Isabelle (future « Isabelle la Catholique »), au sujet de la succession d'Henri sur le trône de Castille.
Ce traité est conclu à la suite de la rébellion de nobles castillan contre le roi, contre son favori, Beltrán de la Cueva, et contre sa fille Jeanne (née en 1462), considérée comme illégitime par les rebelles, qui la surnomment la Beltraneja. Les rebelles soutiennent d'abord le demi-frère du roi, l’infant Alphonse. À sa mort en 1468, Isabelle pourrait prendre la tête de la rébellion, mais elle préfère négocier avec son demi-frère afin de mettre fin à la guerre civile.   
Le nom du traité vient du lieu où l'accord aurait été conclu, la colline de Guisando (Cerro de Guisando), dans l'actuelle municipalité d'El Tiemblo (province d'Ávila), où se trouve un groupe de sculptures zoomorphes (bovines) datant des IIIe et IIe siècles av. J.-C., les Taureaux de Guisando. 
Sur le plan historiographique, comme il n'y a pas de documents ni même de références d'époque attestant l'existence de cet accord, qui n'est pas mentionné avant 1474, certains historiens pensent qu'il pourrait s'agir d'une légende créée a posteriori pour essayer de légitimer la prise de pouvoir d'Isabelle. Mais cela n'empêche pas le déclenchement de la guerre de Succession de Castille (1475-1479).

## Contexte historique

### Avènement (1454) et remariage (1455) de Henri IV de Castille
À la mort du roi Jean II de Castille en 1454, la succession revient à son fils aîné Henri (1425-1474), dont la mère est Marie d'Aragon (1396-1445). 
Jean II laisse aussi deux enfants beaucoup plus jeunes, nés d'Isabelle de Portugal (1428-1496) : les infants Isabelle (1451-1504), future « Reine catholique », et Alphonse (1453-1468). Tant que Henri IV n'a pas d'enfant, son héritier présomptif est Alphonse, qui, bien que plus jeune qu'Isabelle, a priorité sur elle selon les règles de succession en vigueur (primogéniture à priorité masculine : les filles du roi peuvent succéder, mais passent après les fils).
Henri a d'abord été marié en 1440 avec la reine Blanche II de Navarre (1424-1464), mais aucun enfant n'est né de leur union. En 1453, il a obtenu l'annulation de ce mariage pour « impuissance perpétuelle ». Devenu roi, il se remarie en 1455 avec Jeanne de Portugal (1438-1475). 

### Naissance de l'infante Jeanne (1462) et rumeurs d'illégitimité (la Beltraneja)
Une fille nait sept ans plus tard : Jeanne de Castille. Cette naissance intervient alors qu'en 1461 est apparu un nouveau favori royal, Beltrán de la Cueva. La naissance tardive l'année suivante de l'infante Jeanne est à l'origine d'une rumeur attisée par les adversaires de Henri IV et du nouveau favori : elle aurait été engendrée par lui, amant supposé de la reine. 
Jeanne, dotée par les opposants du surnom de la Beltraneja, est considérée par eux comme exclue de la succession.

### La rébellion nobiliaire au nom de l'infant Alphonse (1464-1468)
Une faction se forme alors autour de l'héritier en second, Alphonse, .
La guerre civile commence véritablement en 1464, quand plusieurs nobles de haut rang se soulèvent dans le but de faire abdiquer le roi et de déposer son favori, Beltrán de la Cueva. Les rebelles déposent symboliquement le roi et font allégeance à son demi-frère en 1465. 
Ils subissent une défaite militaire en 1467, lors de la deuxième bataille d'Olmedo.
En juillet 1468, l'infant Alphonse meurt, privant les rebelles de leur prétendant. 

## Le traité des Taureaux de Guisando

### Négociations entre l'infante Isabelle et Henri IV
Plutôt que de prendre la tête des rebelles, l'infante, qui n'a que 17 ans, préfère négocier avec le roi, en utilisant comme médiateur Antonio de Veneris. 
Après quelques entrevues qui ont lieu à Castronuevo (actuelle province de Zamora), ils arrivent à un accord préliminaire, qui est conclu le 18 septembre 1468 près des Taureaux de Guisando. 

### Contenu du traité
Selon cet accord, le royaume revient à l'obéissance du roi et, en échange, Isabelle est reconnue comme princesse des Asturies et reçoit des biens considérables. 
Mais elle n'a pas le droit de se marier sans l'accord préalable du roi. 
Jeanne de Castille est écartée de la succession, car le mariage du roi et de Jeanne de Portugal est déclaré nul[réf. nécessaire].

## Suites: le mariage d'Isabelle avec Ferdinand d'Aragon (1469)
L'année suivante, Isabelle épouse l'infant d'Aragon Ferdinand, héritier présomptif, mais sans l'approbation du roi.
Cela entraine l'annulation du traité des Taureaux par Henri IV, qui rétablit les droits de sa fille Jeanne, formalisés lors de la cérémonie du Val de Lozoya (25 novembre 1470).
Une autre conséquence est le ralliement de nombre de nobles au roi et à sa fille, à qui ils font allégeance, car ils ne veulent pas que celle qui a épousé le futur roi d'Aragon (ce qui adviendra en 1479) devienne reine de Castille.